# Der Vampyr von Soho
Der Vampyr von Soho (OT: Street of Shadow) ist ein britischer Kriminalfilm aus dem Jahr 1953 von Richard Vernon. Das Drehbuch basiert auf dem 1941 veröffentlichten Roman The Creaking Chair von Laurence Meynell.

## Handlung
Luigi ist der Inhaber eines Spielsalons in London. Nachdem er seiner Ex-Freundin Angele geholfen hat, die Avancen eines Seemannes abzuwehren, liefert er eines seiner Spielgeräte für eine Party an das Ehepaar Gale. Luigi lädt Barbara, die Ehefrau, zu einem Dinner in sein Appartement ein, wo er ihr klarmacht, dass er an ihr interessiert sei. Zur gleichen Zeit verabredet sich Luigis Gehilfe Limpy, der an einem Klumpfuß leidet und keine Erfahrung mit Frauen hat, mit Angele, die ihm aber einen Korb gibt.
Luigi besucht die Gales, um sein Spielgerät wieder abzuholen. Barbaras Mann Gerald lädt Luigi zu einem Kartenspiel ein, das Luigi als gezinkt entlarvt. Er sagt Barbara, dass er sie liebe, woraufhin sie einwilligt, ihren Mann zu verlassen. Als Luigi am gleichen Tag zu seinem Spielsalon zurückkehrt, sieht er, wie Barbara fluchtartig den Salon durch einen Hinterausgang verlässt. Im Salon findet er die Leiche Angeles. Um nicht unter Mordverdacht zu geraten, will er die Leiche mit Limpys Hilfe loswerden. Doch die beiden werden gestellt und verhaftet.
Limpys Aussage gegenüber Inspektor Johnstone, dass Luigi und Angele für ein Jahr ein Paar waren und die Beziehung daran scheiterte, dass sich Angele auch für andere Männer interessierte, belastet Luigi. Luigi kann aus der Haft entkommen und sich verstecken. Johnstone ruft Limpy an und bestellt ihn für den späten Abend in den Spielsalon. Luigi gibt Limpy einen Handschuh, den Barbara am Tatort verloren hat, damit dieser ihn Barbara zukommen lässt. Als Limpy weg ist, sucht Luigi das Zimmer seines Gehilfen auf. Die Wände sind mit Fotos von Angele und Barbara bedeckt. Limpy indessen sucht Barbara in ihrem Schlafzimmer auf und versucht, sie zu erpressen und sich mit ihm einzulassen. Doch ein Anruf Johnstones unterbricht ihn. Der Inspektor lässt Barbara mit einem Wagen abholen.
Limpy findet sich am späten Abend im Spielsalon ein. Er trifft auf Barbara, die sich als Angele verkleidet hat. Limpy bricht zusammen und gesteht dem Inspektor seine Besessenheit für Barbara und den Mord an Angele.

## Kritiken
„Abgeschmackter Kriminalfilm, der auf klischeehaften Nervenkitzel setzt und jegliche Ansätze zur psychologischen Vertiefung vermissen läßt.“

## Hintergrund
Der Film wurde im April 1953 in Großbritannien uraufgeführt. In Deutschland erschien er erstmals am 21. Januar 1955 in den Kinos.
In den USA erschien der Film auch unter dem Titel Shadow Man. Der deutsche Titel Der Vampyr von Soho lässt irrtümlich vermuten, der Film sei ein Horrorfilm.